# Walter Raleigh
Sir Walter Raleigh (vagy Walter Ralegh) (ejtsd: voltör rali) 1552 táján – 1618. október 29.) angol író, költő, udvaronc és felfedező volt.

## Élete
Az angliai Devonban protestáns családban született, ám nagyon kevés dolgot tudhatunk biztosan életének korai szakaszáról. Valószínűsíthető, hogy valamennyi időt Írországban töltött, a Clonmellon környékén lévő Killua várban, hogy részt vegyen egy lázadás leverésében, és földbirtokos váljon belőle.
Az Amerikát célzó korai gyarmatosításban is aktív szerepet szánt neki a királynő. 1579-ben felfedezőúton járt Észak-Amerika partjainál. 1583-ban részt vett féltestvére, Sir Humphrey Gilbert gyarmatalapító útján, és miután a visszaúton bátyja hajóstól eltűnt, ő vette át az Új-Fundlandon alapított gyarmat vezetését. 1584-ben megalapította Észak-Amerika partjain Virginia gyarmatot. Gyorsan elnyerte I. Erzsébet csodálatát, aki 1585-ben lovaggá ütötte. 1588-tól több expedíciót vezetett az amerikai spanyol gyarmatok ellen. Raleigh 1591-ben titokban feleségül vette a királynő egyik társalkodónőjét, amiért később mindketten a londoni Tower börtönébe kerültek.
Miután szabadon engedték, tudomására jutott, hogy létezik valahol Dél-Amerikában egy bizonyos „Arany város”. Nyomban útnak indult, hogy megkeresse. Túlkapásoktól sem mentes élményekről számol be később egy könyvben, ami hozzájárult Eldorádó legendájához. 1603-ban, I. Erzsébet királynő halála után I. Jakab újra a Tower börtönébe záratta árulás vádjával (felesége hat éven át önként megosztotta vele a fogságot). 1616-ban azonban újra kiengedték. Szabadulása után I. Jakabot rávette, hogy indíttasson egy második expedíciót Eldorádó felkutatására. Ez gyakorlatilag azt jelentette, hogy 1617-ben a mai Guyana területére vezetett expedíciót és Lawrence Kemysszel együtt Guyana partjainál és az Orinoco torkolatvidékénél járt. Sikertelen küldetését egy spanyol előőrs kirablásával próbálta enyhíteni Santo Tomé (ma Ciudad Bolívar) környékén, amiért angliai hazatérése után letartóztatták és egy koncepciós pert követően lenyakazták a Westminster téren (főleg azért, hogy a spanyolokat lenyugtassák).

## Irodalmi munkássága
Írt egy Világtörténet-et, számos utazási könyvet, ő adta ki Edmund Spenser Tündérkirálynő-jét. Halála után verseket találtak börtönbeli bibliájában.

## Magyarul
- Shakespeare; ford. Czeke Marianne, átnézte Reichard Piroska, függelék Bayer József; Akadémia, Bp., 1909 (A Magyar Tudományos Akadémia Könyvkiadó Vállalata. U. F sorozat)